# Yamanashi prefektur
Yamanashi prefektur (山梨県 Yamanashi-ken) är belägen i Chūburegionen på ön Honshū i centrala Japan. Residensstaden är Kōfu. I sydöstra delen ligger Japans högsta berg, Fuji, som delas mellan prefekturerna Yamanashi och Shizuoka. Yamanashi ingår i det område som brukar kallas huvudstadsregionen, med Tokyo som central stad. 

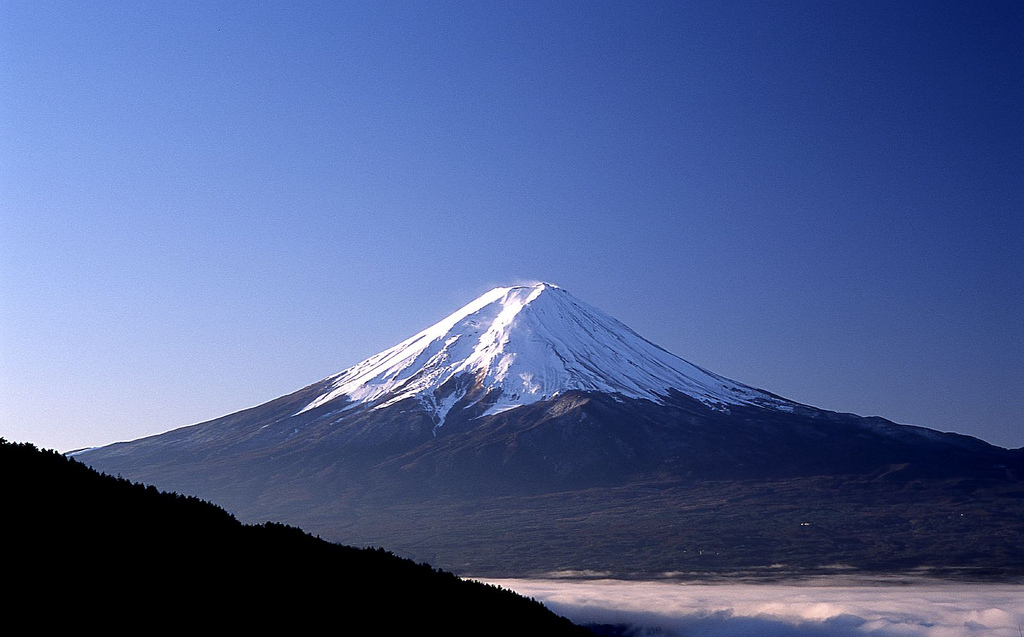
Fuji sett från Misakapasset, Yamanashi

## Administrativ indelning
Prefekturen var år 2016 indelad i tretton städer (-shi) och fjorton kommuner (-chō, -machi eller -mura).
Kommunerna grupperas i fem distrikt (-gun). Distrikten har ingen administrativ funktion utan fungerar i huvudsak som postadressområden.
Städer:
- Chūō, Fuefuki, Fujiyoshida, Hokuto, Kai, Kōfu, Kōshū, Minamiarupusu, Nirasaki, Ōtsuki, Tsuru, Uenohara, Yamanashi

Distrikt och kommuner:
| - Kitatsuru distrikt - Kosuge - Tabayama - Minamikoma distrikt - Hayakawa - Fujikawa - Minobu - Nambu | - Minamitsuru distrikt - Dōshi - Fujikawaguchiko - Narusawa - Nishikatsura - Oshino - Yamanakako | - Nakakoma distrikt - Shōwa - Nishiyatsushiro distrikt - Ichikawamisato |